# جورج مونكور
جورج مونكور (بالإنجليزية: George Moncur) (18 أغسطس 1993 بسويندون في المملكة المتحدة - ) هو لاعب كرة قدم بريطاني في مركز الوسط. شارك مع منتخب إنجلترا تحت 17 سنة لكرة القدم ومنتخب إنجلترا تحت 18 سنة لكرة القدم. أما مع النوادي، فقد لعب مع توتنهام هوتسبير وكولتشستر يونايتد ووست هام يونايتد وإيه أف سي ويمبلدون ونادي بارتيك ثيسل.

## وصلات خارجية
- جورج مونكور على موقع قاعدة بيانات كرة القدم.إي يو (الإنجليزية)
- جورج مونكور على موقع Soccerbase.com (لاعب) (الإنجليزية)
- جورج مونكور على موقع Soccerway.com (الإنجليزية)
- جورج مونكور على موقع عالم كرة القدم.نت (الإنجليزية)
- جورج مونكور على موقع AS.com (الإسبانية)